# Vattenkvarnar i Malmöområdet

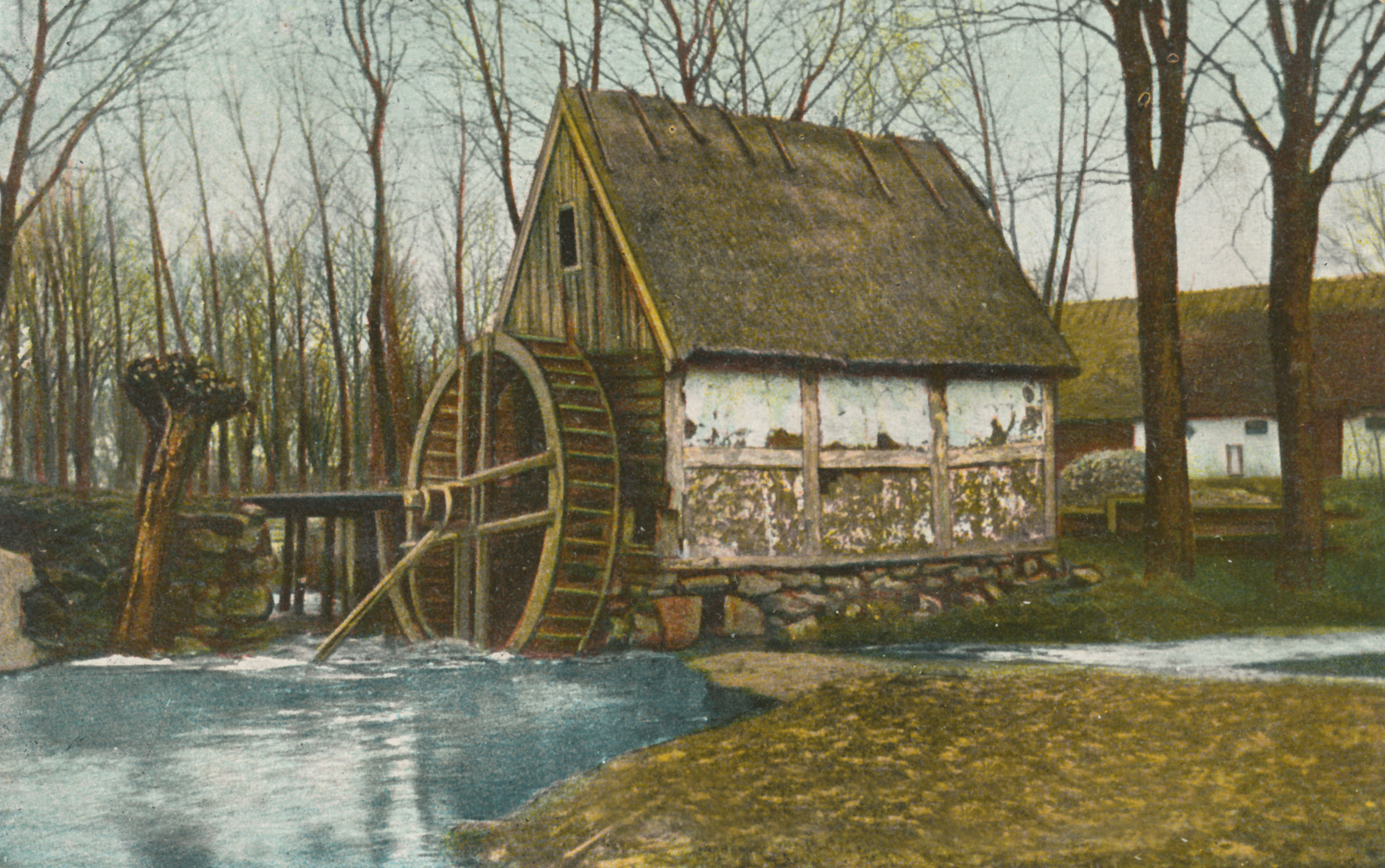
Vattenkvarnen vid Stora Riseberga gård i Husie.

Malmö hade på sina jordar ett antal medeltida vattenkvarnar. Strax utanför stadens område fanns också ett antal äldre vattenkvarnar, alla belägna vid Sege å eller dess biflöden.

## De medeltida vattenkvarnarna
Det äldsta omnämnandet av en vattenmölla i Malmö är ett kungabrev från Kristian I till Malmö borgmästare och råd från 1481. Kungen ger staden: 
”wor ock kronens grund ock dam, liggande westen hoss Malmøge, som the ock tilforn haffue hafft breff vpa, met siøen i swo made, at the mwe ock skule ther vpa lade bygge een mølle och møllehws, hvor thet er best ock beleygest.” 
Möllan har troligtvis legat vid ”Den vestre sjös” utlopp i Öresund vid nuvarande Malmöhus vilket förklarar kungens rätt till området. Den vestre sjö fick sitt vatten från ett antal större bäckar. En av dessa var Korrebäcken som löpte från Pildammen ner till sjön. Kanske har det legat en vattenmölla även vid denna bäck. 1529 omtalas nämligen flera möllor ”vden fore vestre mølner.” När Malmö anställde en bysseskytt 1524 fick denne tillgång till ”byens ”pwlffwer mølle”, det vill säga krutmölla. Denna låg av förklarliga skäl på grund av explosionsrisken utanför stadsbebyggelsen och kan ha varit en av vattenmöllorna väster om staden.
År 1500 skedde ett egendomsskifte mellan kung Hans och Malmö stad där kungen fick överta en gård med grundmurat torn invid stranden intill Ferjeporten mot att staden fick överta: 
”en vatnmølle, kallendes Seye mølle, liggandes østen norden Bwltoffte vdj Burløff sogn  … meth all for:ne Seye mølles rette tilliggelsse, som er ager oc œng, fœgang och fiskewatn, wott och tiwrt, dam och damsbondh …”
Borgmästaren Jörgen Kock fick sedan möllan vilken han sålde till borgmästaren Jep Nielsen. Efter dennes död övertog hans svärson Niels Kuntze möllan.  Segemölla brann ner 1802 och återuppbyggdes aldrig.

## De senare vattenkvarnarna
Vid Källängen invid nuvarande Triangeln söder om den äldre stadsbebyggelsen upprann vattenkällor vilka hade sitt utlopp i Rörsjön. Dessa hade så starka vattenflöden att man på 1770-talet beslöt att här anlägga två vattenkvarnar. 
Utanför den medeltida stadens områden låg ytterligare ett antal vattenmöllor, samtliga hjulkvarnar, alla samlade invid Segeå och dess biflöden.  Vid Stora Riseberga gård i Östra Skrävlinge i Husie socken låg en vattenkvarn vid Risebergabäcken. Vattenmöllan beskrevs på 1830-talet som ”husbehovskvarn”. Kvarnen nedmonterades 1914 och återuppbyggdes på Baltiska utställningen i Malmö. Efter utställningen köptes den av köpmannen Otto Håkansson som lät uppsätta den på sin egendom i Skurupstrakten. 
I Fårabäcks by i Södra Sallerups socken fanns ”Fårabäcks mölla”. I Kvissle i samma socken fanns ”Kvissle mylla”. Denna mölla omtalas redan 1624. Längre nedåt vattenströmmen låg ”Nockebromyllan”. Under 1800-talet var det ofta bråk mellan de två kvarnägarna där Kvissle myllas ägare hade övertaget eftersom han kunde stänga av vattnet för möllan i Nockebro.